# Bosznia uralkodóinak listája
Bosznia-Hercegovina területe a történelem során különböző államok részét képezte. Az itt élő barbár illír törzseket a római civilizáció váltotta fel. A birodalom 395-ös kettéválása következtében a Balkán és így Bosznia is a Bizánci Birodalom kezébe került és ott is maradt egészen a törökök érkezéséig a 14–15. században. 1878-ban a nagyhatalmak, elkerülendő egy független muzulmán állam létét Európában a területet átadták az Osztrák–Magyar Monarchiának. 1914. június 28-án az állam fővárosában, Szarajevóban tartott felvonuláson érte halálos lövés az osztrák–magyar trón várományosát, Ferenc Ferdinándot és feleségét, Zsófia hercegnőt, amely a monarchia hadüzenetéhez és az első világháború kitöréséhez vezetett. A háború végén, 1918-ban Bosznia a létrejövő Szerb–Horvát–Szlovén Királyság, majd az abból létrejövő Jugoszlávia része lett. 1992-ben kinyilvánította függetlenségét, majd 3 éves háború során a daytoni békeszerződéssel meg is tartotta azt.

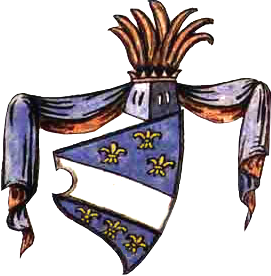
I. Tvrtko király címere

## Bosnyákbánok(1154–1377)
| Bán                        | Uralkodott                       | Megjegyzés                                   |
| -------------------------- | -------------------------------- | -------------------------------------------- |
| Borićević-ház              |                                  |                                              |
| Borics                     | bán: 1154–1163, †1167 u.         |                                              |
| Bizánci uralom (1163–1180) |                                  |                                              |
| Kulinić-ház                |                                  |                                              |
| Kulin (*1163. május 5.)    | bán: 1180, †1204 novembere       |                                              |
| (I.) István                | bán: 1204, †1232                 |                                              |
| Mátyás Ninoszláv           | bán: 1232, †1253                 |                                              |
| Kotromanić-ház             |                                  |                                              |
| I. Prijezda (*1211)        | bán: 1254, †1287                 |                                              |
| II. Prijezda               | bán: 1287, †1290                 |                                              |
| I. István (*1242)          | bán: 1287, †1314                 |                                              |
| II. István (*1292)         | bán: 1314, †1353. szeptember 28. |                                              |
| I. Tvrtko (*1338)          | bán: 1353–1366, ld. alább        | Régens: Kotromanić Ulászló 1353–1354         |
| István Vuk                 | bán: 1366, †1367                 |                                              |
| I. Tvrtko (2x)             | bán: 1367–1377, ld. alább        | 1377-ben I. Tvrtko felvette a királyi címet. |

## Bosnyák királyok (1377–1477)
| Család     | Portré | Uralkodó                                              | Neve bosnyákul    | Hatalmon volt     | Megjegyzések                                                                    |
| ---------- | ------ | ----------------------------------------------------- | ----------------- | ----------------- | ------------------------------------------------------------------------------- |
| Kotromanić |        | [1.] I. Tvrtko * 1338 † 1391. március 10.             | Stjepan Tvrtko I  | 1377–1391         | Kotromanić Ulászló régens fia.                                                  |
| Kotromanić |        | [2.] Dabiša István * 1323 körül † 1395. szeptember 7. | Stjepan Dabiša    | 1391–1395         | Kotromanić Ulászló régens törvénytelen fia.                                     |
| Kotromanić |        | [3.] Gruba Ilona * 1345 körül † 1399?                 | Jelena Gruba      | 1395–1398         | Dabiša István férje.                                                            |
| Kotromanić |        | [4.] Ostoja István * 1378 körül † 1418 szeptembere    | Stjepan Ostoja    | 1398–1404         | I. Tvrtko törvénytelen fia.                                                     |
| Kotromanić |        | [5.] II. Tvrtko * 1382 előtt † 1443 nyara             | Stjepan Tvrtko II | 1404–1409         | I. Tvrtko törvénytelen fia.                                                     |
| Kotromanić |        | [4.] Ostoja István (2x)                               | Stjepan Ostoja    | 1409–1418         | Második uralkodása.                                                             |
| Kotromanić |        | [6.] Ostojić István * ? † 1422 eleje                  | Stjepan Ostojić   | 1418–1421         | Ostoja István fia.                                                              |
| Kotromanić |        | [5.] II. Tvrtko (2x)                                  | Stjepan Tvrtko II | 1421–1443         | Második uralkodása. Ellenkirály 1433-tól 1435-ig: Ostojić Radovoj.              |
| Kotromanić |        | [7.] István Tamás * 1411/1412 † 1461. július 10.      | Stjepan Tomaš     | 1443–1461         | Ostoja István törvénytelen fia.                                                 |
| Kotromanić |        | [8.] Tomašević István * 1438 † 1463. június 5.        | Stjepan Tomašević | 1461–1463         | István Tamás fia.                                                               |
| ...        |        |                                                       |                   |                   |                                                                                 |
| Újlaki     |        | [9.] Újlaki Miklós * 1410 körül † 1477                |                   | 1471–1477         | Magyar nemes. Észak-Boszniában uralkodott.                                      |
| Újlaki     |        | Újlaki Lőrinc * 1459/1460 † 1524 májusa/júniusa       |                   | herceg: 1477–1524 | Újlaki Miklós fia. Csak Bosznia hercege – de ez ekkor már csak puszta cím volt. |

## Boszniai török pasák (1415–1878)
| Pasa                                            | Uralkodott                  |
| ----------------------------------------------- | --------------------------- |
| Isak bég                                        | 1415–1440                   |
| Himmeti-Zade Nesuh bég                          | 1440–1454                   |
| Isa bég Ishaković                               | 1454–1463                   |
| ?                                               | ?                           |
| Gazi Husrev bég                                 | 1520-as évek – 1540-es évek |
| Ferhat-paša Sokolović                           | 1584–1587                   |
| Kara Ali-paša                                   | 1587–1588                   |
| Šahsuvar-paša                                   | 1588                        |
| Ferhat-paša Sokolović (restauráció)             | 1589–1590                   |
| Halil-paša                                      | 1590                        |
| Sofi Mehmed-paša                                | 1590–1591                   |
| Herceg gazi Hasan-paša                          | 1592                        |
| Mustafa-paša                                    | 1592–1594                   |
| Husejn-paša                                     | 1594–1595                   |
| Ismail-paša                                     | 1595–1596                   |
| Apardi-paša                                     | 1596                        |
| Kodžaverdi-paša                                 | 1596–1597                   |
| Idris-paša                                      | 1597–1598                   |
| Hasan-paša                                      | 1598–1599                   |
| Bosanac Dugalić Ahmed-paša                      | 1599–1600                   |
| Derviš-paša                                     | 1600                        |
| Sofi Sinan-paša                                 | 1600–1601                   |
| Tatar Mehmed-paša                               | 1601                        |
| Dželali Hasan-paša                              | 1601–1602                   |
| Hasan-paša (restauráció)                        | 1602–1603                   |
| Husrev-paša                                     | 1603–1606                   |
| Gurdži Mehmed-paša                              | 1606–1607                   |
| Sofi Sinan-paša (restauráció)                   | 1607–1608                   |
| Kuršundži-zade Mustafa-paša                     | 1608–1609                   |
| Ibrahim-paša                                    | 1609–1610                   |
| Kuršundži-zade Mustafa-paša (restauráció)       | 1610–1612                   |
| Karakaš Mehmed-paša                             | 1612–1613                   |
| Iskender-paša                                   | 1613–1614                   |
| Abdulbaki-paša                                  | 1614                        |
| Iskender-paša (restauráció)                     | 1614–1620                   |
| Kuršundži-zade Mustafa-paša (restauráció)       | 1620                        |
| Ibrahim-paša (restauráció)                      | 1621                        |
| Baltadži Mehmed-paša                            | 1621–1622                   |
| Bajram-paša                                     | 1622–1623                   |
| Deli Ibrahim-paša                               | 1623–1625                   |
| Bajram-paša (restauráció)                       | 1625                        |
| Gazi Mustafa-paša                               | 1625–1626                   |
| Arnaut Ali-paša                                 | 1626–1627                   |
| Bosanac Ebu Bekir-paša                          | 1627–1628                   |
| Abaza Mehmed-paša                               | 1628–1631                   |
| Hersekli Murat-paša                             | 1631                        |
| Hasan-paša                                      | 1631–1632                   |
| Arnaut Mustafa-paša                             | 1632                        |
| Hasan-paša (restauráció)                        | 1632–1633                   |
| Sulejman-paša                                   | 1633                        |
| Deli Ibrahim-paša (restauráció)                 | 1633–1634                   |
| Sulejman-paša (restauráció)                     | 1634–1635                   |
| Salih-paša Mostarac                             | 1635–1637                   |
| Bosanac Silahdar Vučo Mehmed-paša               | 1637–1639                   |
| Bosanac Šahin Hasan-paša                        | 1639–1640                   |
| Kursundži Mehmed-paša                           | 1640–1641                   |
| Deli Husejn-paša                                | 1641–1643                   |
| Ahmed-paša                                      | 1643–1644                   |
| Bosanac Varvar Ali-paša                         | 1644–1645                   |
| Omer-paša                                       | 1645                        |
| Gabela Ibrahim-paša                             | 1645–1647                   |
| Tekeli Mustafa-paša                             | 1647–1648                   |
| Derviš Mehmed-paša                              | 1648–1649                   |
| Sarhoš oglu Hasan-paša                          | 1649–1650                   |
| Defterdar-zade Mehmed-paša                      | 1650–1651                   |
| Bosanac Fazli-paša                              | 1651–1652                   |
| Sadriali Sijavuš-paša                           | 1652–1653                   |
| Bosanac Fazli-paša (restauráció)                | 1653–1655                   |
| Sadriali Sulejman-paša                          | 1655                        |
| Topal Hasan-paša                                | 1655–1656                   |
| Sejid Ahmed-paša                                | 1655–1656                   |
| Melek Ahmed-paša                                | 1658–1659                   |
| Servazad gazi Ali-paša                          | 1659–1663                   |
| Bosanac Ismail-paša                             | 1663–1664                   |
| Arnaud Mustafa-paša                             | 1664–1665                   |
| Bosanac Muharem-paša                            | 1665                        |
| Sahrab Mehmed-paša                              | 1665–1666                   |
| Kose Ali-paša                                   | 1666–1667                   |
| Tešnjak Ibrahim-paša                            | 1667–1670                   |
| Teftišdži Mehmed-paša                           | 1670–1672                   |
| Džanpolad Husejn-paša                           | 1672                        |
| Kodža Arnaud Ibrahim-paša                       | 1672–1674                   |
| Mehmed-paša                                     | 1674–1676                   |
| Hadži Ebu Bekir-paša                            | 1676–1677                   |
| Defterdar Ahmed-paša                            | 1677–1678                   |
| Kodža Arnaud Ibrahim-paša (restauráció)         | 1678                        |
| Kodža Halil-paša                                | 1678–1679                   |
| Defterdar Ahmed-paša                            | 1679–1681                   |
| Abdurahman-paša                                 | 1681–1683                   |
| Hizir-paša                                      | 1683–1684                   |
| Ahmed-paša Osmanpašić                           | 1684–1685                   |
| Hersekli Osman-paša                             | 1685                        |
| Kunduk Ahmed-paša                               | 1685–1686                   |
| Sijavuš-paša                                    | 1686                        |
| Mehmed-paša Atlagić                             | 1686–1687                   |
| Gazi Topal Husejn-paša                          | 1687–1690                   |
| Bujuk Džafer-paša                               | 1690–1691                   |
| Bošnjak gazi Mehmed-paša                        | 1691–1697                   |
| Bošnjak Sari Ahmed-paša                         | 1697–1698                   |
| Daltaban gazi Mustafa-paša                      | 1698–1699                   |
| Defterdar Halil-paša                            | 1699–1702                   |
| Bošnjak Sejfullah-paša                          | 1702                        |
| Hadži Ibrahim-paša                              | 1703–1704                   |
| Sirke Osman-paša                                | 1705                        |
| Mehmed-paša                                     | 1705–1707                   |
| Banjalučki kapetan Mustafa-paša                 | 1708                        |
| Bošnjak Sejfullah-paša (restauráció)            | 1709–1710                   |
| Kara Jilan Ali-paša                             | 1711                        |
| Sari Ahmed-paša                                 | 1712–1713                   |
| Arnaud Ali-paša                                 | 1713                        |
| Sadriali Ćuprilić Numan-paša                    | 1714                        |
| Bošnjak Sari Mustafa-paša                       | 1715                        |
| Jusuf-paša                                      | 1716                        |
| Ibrahim-paša                                    | 1716                        |
| Šabad Ahmed-paša                                | 1717                        |
| Kara Mustafa-paša                               | 1717                        |
| Sadriali Ćuprilić Numan-paša (restauráció)      | 1717                        |
| Osman Defterdar-paša                            | 1718–1719                   |
| Topal Osman-paša                                | 1720                        |
| Muhsin-oglu Abdullah-paša                       | 1721–1726                   |
| Bošnjak Ahmed-paša Rustampašić                  | 1727–1728                   |
| Sadriali Kabakulak Ibrahim-paša                 | 1729–1730                   |
| Sikre Osman-paša                                | 1731                        |
| Muhsin-oglu Abdullah-paša (restauráció)         | 1732–1735                   |
| Hećimoglu Ali-paša                              | 1736–1739                   |
| Muhsin-oglu Abdullah-paša (restauráció)         | 1740                        |
| Gazi Ajvaz Mehmed-paša                          | 1741                        |
| Jegen Mehmed-paša                               | 1742–1744                   |
| Hećimoglu Ali-paša (restauráció)                | 1745                        |
| Bostandži Sulejman-paša                         | 1745–1746                   |
| Hećimoglu Ali-paša (restauráció)                | 1746–1747                   |
| Muhsin-oglu Abdullah-paša (restauráció)         | 1748                        |
| Ihtijar hadži Ebu Bekir-paša                    | 1749                        |
| Sejjid Abdi-paša                                | 1750                        |
| Hadži Ahmed-paša Ćuprilić                       | 1751                        |
| Bošnjak hadži Mehmed-paša - Fočak               | 1752–1754                   |
| Kamil Ahmed-paša                                | 1755–1757                   |
| Bošnjak hadži Mehmed-paša - Fočak (restauráció) | 1758–1762                   |
| Maldovan-zade Ali-paša                          | 1763                        |
| Aga Mehmed-paša                                 | 1764                        |
| Hadži Ahmed-paša Ćuprilić (restauráció)         | 1765                        |
| Silahdar Mehmed-paša                            | 1766–1769                   |
| Muhsin-zade Mehmed-paša                         | 1770–1771                   |
| Topal oglu Osman-paša                           | 1772                        |
| Dagistani Ali-paša                              | 1773                        |
| Alvazade Ali-paša                               | 1774                        |
| Silahdar Mehmed-paša (restauráció)              | 1775                        |
| Dagistani Ali-paša (restauráció)                | 1776–1777                   |
| Silahdar Mehmed-paša (restauráció)              | 1778                        |
| Sejid Mustafa-paša                              | 1779                        |
| Bošnjak defterdar Abdulah-paša                  | 1780–1784                   |
| Sejid Mehmed-paša                               | 1785                        |
| Ismail-paša                                     | 1785                        |
| Morali Ahmed-paša                               | 1786                        |
| Selim-paša                                      | 1786–1787                   |
| Bekr-paša                                       | 1788                        |
| Arslan-paša                                     | 1789                        |
| Bošnjak Miralem-paša                            | 1790                        |
| Hadži Salih-paša                                | 1790                        |
| Jusuf-paša Fočak                                | 1790-1791                   |
| Hadži Salih-paša                                | 1791                        |
| Abu Bekr-paša                                   | 1792                        |
| ?                                               | ?                           |
| Abu Bekr-paša (restauráció)                     | 1795                        |
| Perisan Mustafa-paša                            | 1796–1797                   |
| Vanli Mehmed-paša                               | 1797–1799                   |
| Bekr-paša                                       | 1800–1801                   |
| Vanli Mehmed-paša (restauráció)                 | 1802–1803                   |
| Janičar Mustafa-paša                            | 1804–1805                   |
| Husrev Mehmed-paša                              | 1806–1807                   |
| Hilmi Ibrahim-paša                              | 1808–1812                   |
| Silahdar Ali-paša                               | 1813–1814                   |
| Huršid-paša                                     | 1815                        |
| Sulejman-paša Bošnjak                           | 1816–1817                   |
| Derviš Mustafa-paša                             | 1818–1819                   |
| Mehmed Rušdi-paša                               | 1820                        |
| Dželaludin-paša                                 | 1820–1821                   |
| Šerif Selim Siri-paša                           | 1822–1824                   |
| Belenli Hadži Mustafa-paša                      | 1825                        |
| Abdurahim-paša                                  | 1826–1827                   |
| Namik-paša                                      | 1828–1831                   |
| Ibrahim-paša                                    | 1831–1832                   |
| autonóm Bosznia                                 |                             |
| Husein-kapetan Gradaščević                      | 1831–1832                   |
| Török uralom alatt                              |                             |
| Mehmed Hamdi-paša                               | 1831–1832                   |
| Davud-paša                                      | 1833–1836                   |
| Mehmed Vecihi-paša                              | 1837–1839                   |
| Mehmed Husrev-paša                              | 1840–1842                   |
| Muhendis Kamil-paša                             | 1843–1844                   |
| Osman Nuri-paša                                 | 1844                        |
| Mehmed Tahir-paša                               | 1847–1850                   |
| Čerkez Hafiz Mehmed-paša                        | 1850                        |
| Kajredin-paša                                   | 1850                        |
| Kiridli Veliedin-paša                           | 1850–1851                   |
| Mehmed Hursid-paša                              | 1852–1856                   |
| Mehmed Rašid-paša                               | 1856–1857                   |
| Mehmed Kani-paša                                | 1857–1858                   |
| Arnavut Mehmed Akif-paša                        | 1858–1859                   |
| Mehmed Kani-paša (restauráció)                  | 1859                        |
| Osman Mazhar-paša                               | 1859–1861                   |
| Šerif Topal Osman-paša                          | 1861–1868                   |
| Omer Favzi-paša                                 | 1868                        |
| Šerif Topal Osman-paša                          | 1868–1869                   |
| Sefvet-paša                                     | 1869–1871                   |
| Arnavut Mehmed Akif-paša (restauráció)          | 1871                        |
| Mehmed Asim-paša                                | 1871                        |
| Ibrahim Derviš-paša                             | 1872                        |
| Mehmed Rašid-paša (restauráció)                 | 1872                        |
| Mustafa Asim-paša (restauráció)                 | 1872                        |
| Mustafa-paša                                    | 1872                        |
| Mustafa Asim-paša (restauráció)                 | 1872                        |
| Arnavut Mehmed Akif-paša (restauráció)          | 1873                        |
| Ibrahim Derviš-paša (restauráció)               | 1873                        |
| Ahmed Hamdi-paša                                | 1874                        |
| Rauf-paša                                       | 1874                        |
| Ibrahim-paša                                    | 1875                        |
| ?                                               | 1876–1877                   |
| Ahmed Mazhar-paša                               | 1878                        |

## Bosznia szerb fennhatóság alatt
| Bán              | Uralkodott |
| ---------------- | ---------- |
| Karađorđević-ház |            |
| I. Péter         | 1918–1921  |
| I. Sándor        | 1921–1934  |
| II. Péter        | 1934–1945  |
| Pál herceg       | 1934–1941  |